# St. Andreas (Velen)

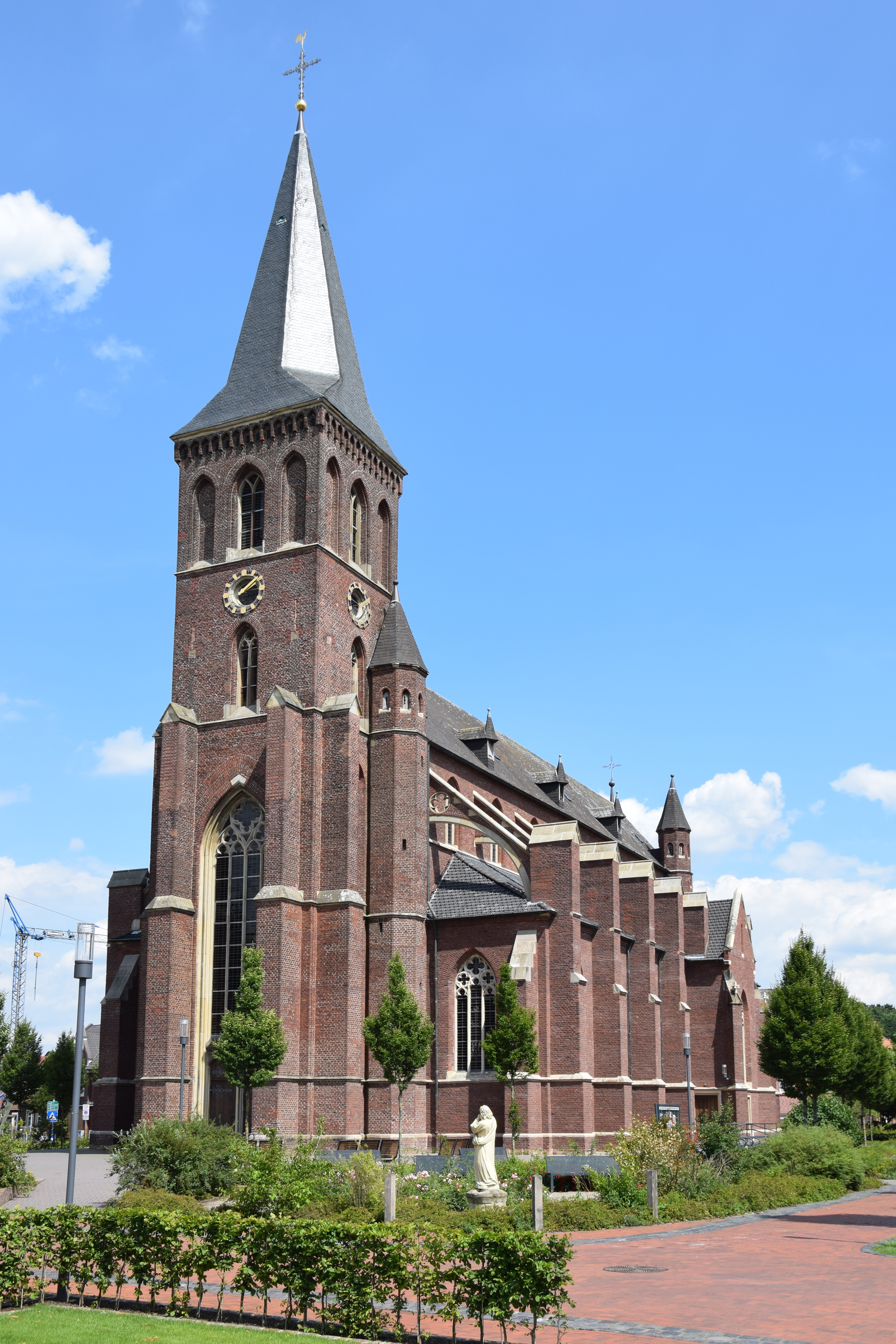
St. Andreas, Velen

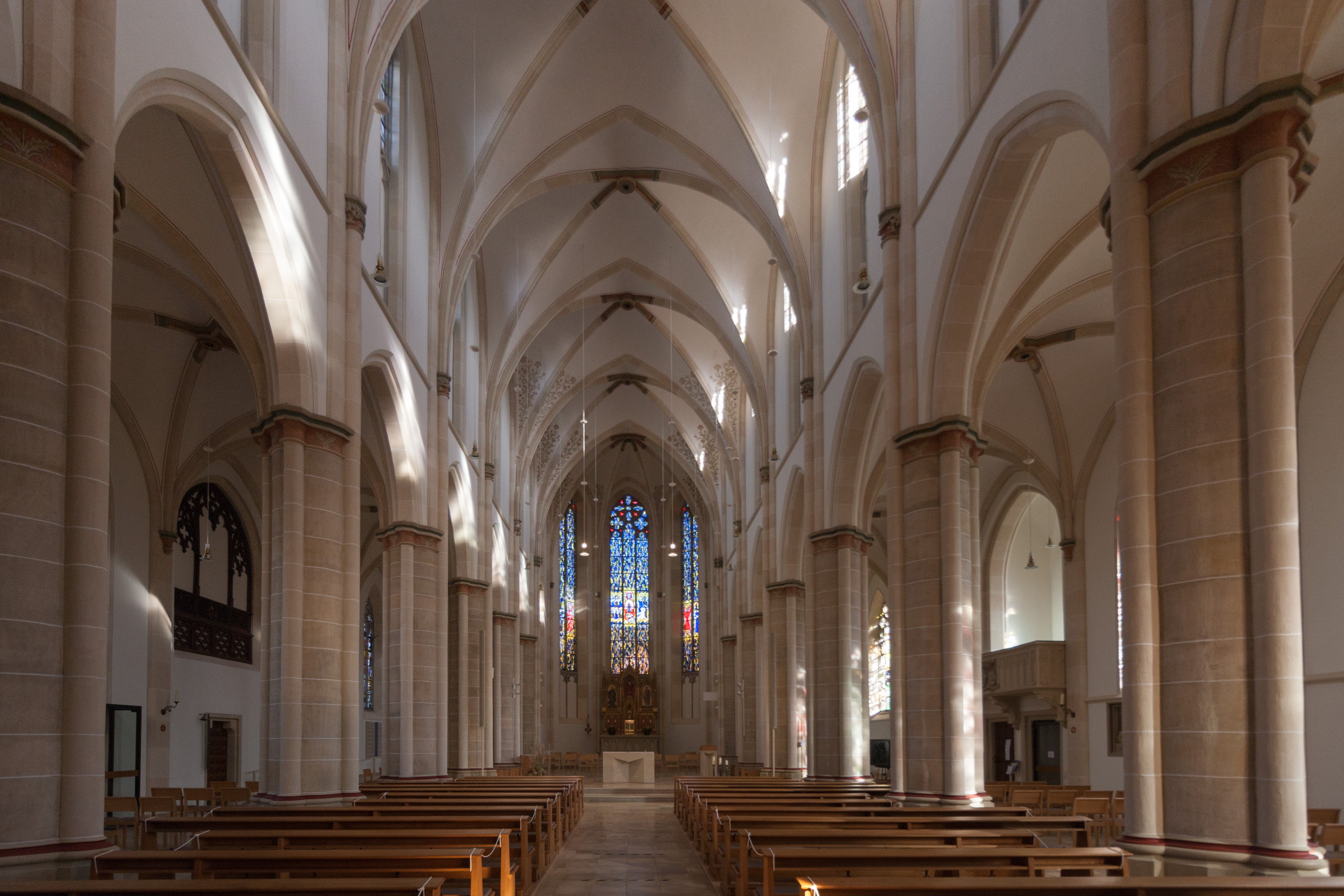
Blick durch den Kirchenraum

Die römisch-katholische Pfarrkirche St. Andreas ist ein denkmalgeschütztes Kirchengebäude in Velen im Kreis Borken (Nordrhein-Westfalen).
Die heutige Kirche wurde von 1858 bis 1860 nach Plänen des Architekten Franz Pelzer (Kleve) erbaut und am 5. Juni 1860 durch Bischof Johann Georg Müller geweiht. Allerdings gab es bereits ab Ende des 12. Jahrhunderts Vorgängerbauten, als Eigenkirche der Edelherren von Velen.
Die neugotische Kirche ist im Stil einer Basilika mit einem hohen Mittelschiff und zwei niedrigeren Seitenschiffen gebaut. Im rechten Seitenschiff befindet sich noch heute eine Empore, die für den Kirchbesuch der gräflichen Familie gedacht war. Der neugotische Hochaltar entstand um das Jahr 1860 und ist aus Eichenholz gefertigt.
Die figürliche Verglasung der Kirche wurde 1966 von Josef Nienhaus (1924–2008) aus Wessum geschaffen.
Im Turmraum befindet sich eine Orgelbühne mit einer 1900 erbauten Orgel der Firma Franz Breil in Dorsten, die auch 1975 in dem historischen Prospekt ein neues Werk (24/II – 1442 Pfeifen) errichtete.
Im Turm hängen vier Bronze-Glocken, die 1948 von der Glockengießerei Petit & Gebr. Edelbrock (Gescher) gegossen wurden. Sie haben die Schlagtöne d1, fis1, a1 und h1.